# Seydou Sarr
Seydou Paul Sarr (6 ottobre 2004) è un attore senegalese.

## Biografia
Seydour Sarr è cresciuto a Thiès, in Senegal. La madre ha recitato a teatro e fatto la cantante. Ha tre sorelle ed è rimasto orfano di padre durante l'infanzia. 
Ha esordito al cinema nel 2023 con il film Io capitano, diretto da Matteo Garrone. Per la sua interpretazione nel ruolo di Seydou ha vinto il Premio Marcello Mastroianni come migliore attore emergente all'80ª Mostra internazionale d'arte cinematografica di Venezia. Inoltre ha collaborato col coprotagonista Moustapha Fall alla colonna sonora di Andrea Farri.
Nel settembre del 2024, è stato distribuito il docufilm Seydou – Il sogno non ha colore, prodotto da Wonder Project e Rai Cinema in collaborazione con la Lega Serie A, di cui Sarr è stato protagonista. Il documentario, diretto da Simone Aleandri, ha visto le partecipazioni, fra gli altri, di Moustapha Fall, Omar Daffe, Maduka Okoye, Danilo, Paulo Dybala, Yacine Adli, Lameck Banda, Junior Messias, Francesco Totti, Christian Panucci, Ciro Ferrara e Bernardo Corradi. L’attore è assistito da Nicola Paparusso lo stesso manager di Khaby Lame. 

## Filmografia
- Io capitano, regia di Matteo Garrone (2023)
- Seydou – Il sogno non ha colore, regia di Simone Aleandri (2024)

## Riconoscimenti
- Mostra internazionale d'arte cinematografica di Venezia
  - 2023 - Premio Marcello Mastroianni per Io capitano
- David di Donatello
  - 2024 - Candidatura alla migliore canzone originale per Baby (Io capitano)
- Nastro d'argento
  - 2024 - Nastro d'argento all'esordio speciale per Io capitano